# 개인정보관리사
개인정보관리사(CPPG : Certified Privacy Protection General, 個人情報管理使)는 한국CPO포럼 및 한국자격검정평가진흥원에서 시행하는 시험으로, 개인정보보호 정책 및 대처 방법론에 대한 지식 및 능력을 평가하는 시험이다.개인정보보호의 이해, 개인정보보호제도, 개인정보라이프사이클 관리, 개인정보의 보호조치, 개인정보 관리체계 등 총 5개 영역에 걸쳐 객관식 100문항으로 구성돼 있으며 과목평균 60% 이상의 득점을 합격기준으로 한다.

## 관련 법률
- 개인정보보호법